# Henryk Zegadlo
Henryk Zegadlo (* 28. September 1934 in Krzyzka, Polen; † 9. Oktober 2011 in Bad Bertrich) ist ein deutsch-polnischer Maler und Bildhauer.

## Leben
Zegadlo ist in einem Dorf in Mittelpolen aufgewachsen.

Henryk Zegadlo: Christophorus, nachempfundene Bleistiftskizze (2000)

Wie in vielen polnischen Bauernfamilien war es auch in der Familie Zegadlo Tradition, im Winter Holzspielzeug zu schnitzen. Henryk und sein jüngerer Bruder Eugeniusz halfen dem Vater dabei. Bei Adam Zegadło (1910–1989, Krzyzka/Polen) ging das Schnitzen über die Produktion von Holzspielzeug hinaus. Seine Figuren und Szenen aus der Bibel gelten als Inbegriff der Volksfrömmigkeit und haben ihn zu einem bekannten Vertreter der polnischen Volkskunst gemacht.
Er durfte neben seinem Dienst bei der Marine seit 1951 eine Förderschule für bildende Kunst besuchen, die ihm den Zugang zur Akademie der Bildenden Künste Warschau ebnete, wo er seit 1953 sechs Jahre Malerei bei Professor Eugeniusz Eibisch studierte. Nach der Rückkehr in sein Heimatdorf begann er mit dem Schnitzen von Holzskulpturen und zeigte auch seinem Bruder das künstlerische Arbeiten. Bald gehörten die Zegadlos zu den bekanntesten polnischen Künstlern der Holzschnitzerei, wenn auch bei allen dreien ihre individuell unterschiedlichen Schaffensformen ihre Kunstwerke prägten. „Staatliche Kunstfreunde“, wie Zegadlo sie nennt, wurden auf seine Arbeiten aufmerksam und arrangierten Ausstellungen im In- und Ausland. 1960 bis 1978 betrieb er mit seinem Vater Adam ein Studium in Zakopane. Viele Kunstwerke gingen schon damals an Museen in der ganzen Welt. Neben dem Schaffen von Holzskulpturen widmete Zegadlo sich der Öl- und Aquarellmalerei und adaptierte die in der Tatra sehr verbreitete spezielle Art der Hinterglasmalerei.
Trotz seines staatlich geförderten Erfolgs konnte Zegadlo das politische System, das auch für ihn Restriktionen bereithielt, nicht akzeptieren. Seit 1978 lebte er in Westeuropa und hatte seit 2003 die deutsche Staatsbürgerschaft. 1990 besuchte er Japan.
Im Laufe der Jahre hat Zegadlo ein Œuvre von mehr als 100 Kunstwerken zum Alten Testament geschaffen. Skulpturen, Reliefs, Triptychen und Malereien in verschiedenen Techniken geben Mose, Noach, David und den vielen anderen biblischen Protagonisten ein Gesicht.

## Museumsankäufe
Auswahl
- Krakau – Warschau – Kielce
- Berlin – Museum Europäischer Kulturen
- Bonn – Städtische Sammlung
- Neuss – Stadtmuseum
- München – Staatliche Sammlung Preuss. Kulturbesitz
- Meersburg – Bibelmuseum

## Auftragsarbeiten
Auswahl
- 1977/78 Bühnenbild mit Großskulpturen im Neuen Theater Łódź (Dialogus de Passione, Regie Kazimierz Dejmek)
- Arbeiten für Kardinal Karol Wojtyla (Papst Johannes Paul II.)